# Libro de bocetos

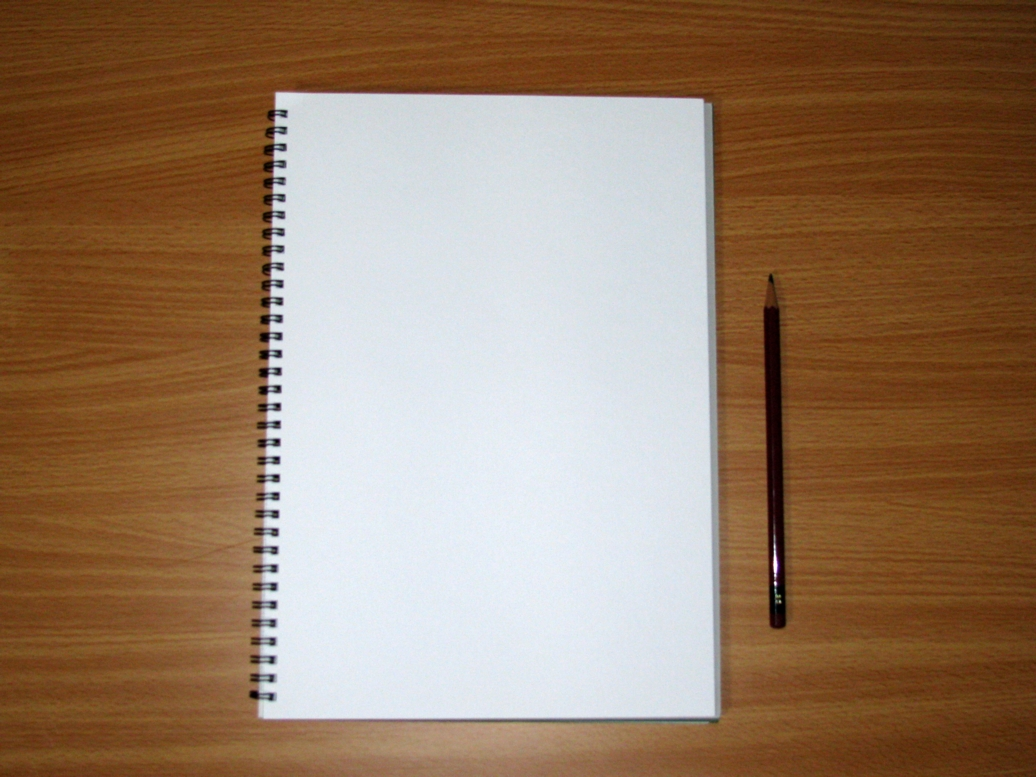
Libro de Bocetos y lápiz.

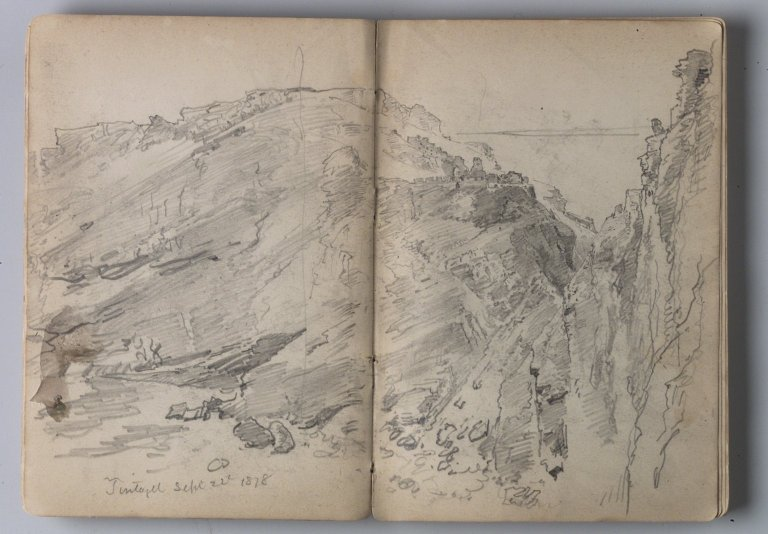
"Libro de bocetos del paisaje inglés y Coastal Scenery," por el artista William Trost Richards, en el Brooklyn Museum

Un libro de bocetos es un libro o un cuaderno de hojas blancas para el bocetaje y es frecuentemente utilizado por los artistas para dibujar o pintar como una parte de su proceso creativo.
La exhibición de los libros de bocetajes en el Fogg Art Museum en la Universidad de Harvard en el 2006 sugiere que había dos categorías para clasificar los bocetos
- Observación: se enfoca en la documentación del mundo externo e incluye viajes y estudios de la naturaleza y bocetos grabados de los viajes del artista.
- Invención: este sigue los viajes internos de digresiones de las composiciones de arte de los artistas.

## Tipos de libros de bocetos
Los libros de bocetos se han vuelto en gran variedad de diferentes formas y tamaños, con variedad de cubiertas, y defiriendo en números de páginas. Los libros de bocetos se han convertido en un camino de proveer una viable manera del dibujo en papel en una conveniente forma de libro. Al final del trabajo en el libro de bocetos se encuentran variedades de artista a artista, con tener simples dibujos y gran cantidad de notas, y algunos trabajos de imágenes de alto nivel. Con el tiempo, se les puede ser permitido a otros ver el progreso del artista, su estilo y su habilidad desarrollada. Muchos artistas personalizan su libro de bocetos por medio de la decoración de sus cubiertas. Los bocetos algunas veces son removidos del libro de bocetos en alguna fecha en específico.
Los libros de bocetos están hechos de una alta calidad de papel, diferenciado por el peso (refiriéndose a la densidad de los pliegos) y los dientes (también llamados grano), permitiendo la variedad de las técnicas para ser usado, yendo desde dibujos a lápiz, a acuarelas, para colorear a lápiz, a pluma y a tinta. Las características certeras de papel deben de ser deseable para el uso de medios certeros. Las hojas de un libro de bocetos viene en diferentes tonos, en blanco puro, crema, e incluyendo menos variedades de lo que no es común, como el gris.
En pantallas de arte contemporánea, como el las retrospectivas, íntimos y archivos efímeros son incrementados en su valor, resultando en la exhibición de los libros de bocetos en términos "finalizados" de sus trabajos de arte.
La tecnología de la computadora ha permitido el desarrollo de los libros de bocetos digitales.

## Libros de bocetos en línea

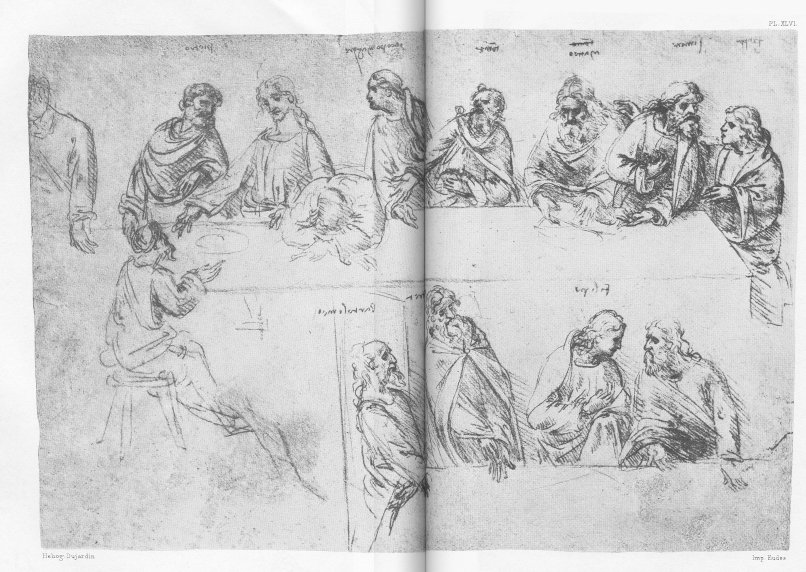
Estudio de La Última Cena de Leonardo da Vinci

Dentro del World Wide Web ha incrementado el acceso a los documentos como lo es con los libros de bocetos de los artistas famosos donde los cuales solo podrán ser vistos en la exhibición. Un número de libros de bocetos de los artistas famosos se ha convertido en registro digital y ahora están disponibles en línea. Los enlaces están disponibles en los enlaces externos debajo.
- Leonardo da Vinci (italiano 1452-1519) creó miles de páginas en sus libros de bocetos durante su vida, llenó con dibujos y escritos que se complementa con la variedad de su curiosa mente. Se encuentran algunas de sus páginas de su libro de bocetos en los siguientes enlaces:
  - [www.unmuseum.org]
  - Leonardo-Da-Vinci-Sketch sketchbook 5, at www.scribd.com
- Rembrandt van Rijn (neerlandés 1606-1669) buen ejemplo de los bocetos de Rembrandt y sus dibujos pueden ser encontrados en:
  - the British Museum y
  - Getty Museum – sketch of an artist in his studio
- Goya (español 1746- 1828) fue un pintor y creador de imprenta. Realizó una gran contribución al arte del dibujo.
  - The Italian Sketchbook creado en 1770 y actualmente está en el Museo del Prado
  - Eight albums of sketchbooks by Goya  Este enlace provee un resumen de cada uno de sus álbumes, lo que contiene y los materiales que utilizó (sitio en construcción).
  - sketchbook drawings held by Museum of Fine Art in Boston

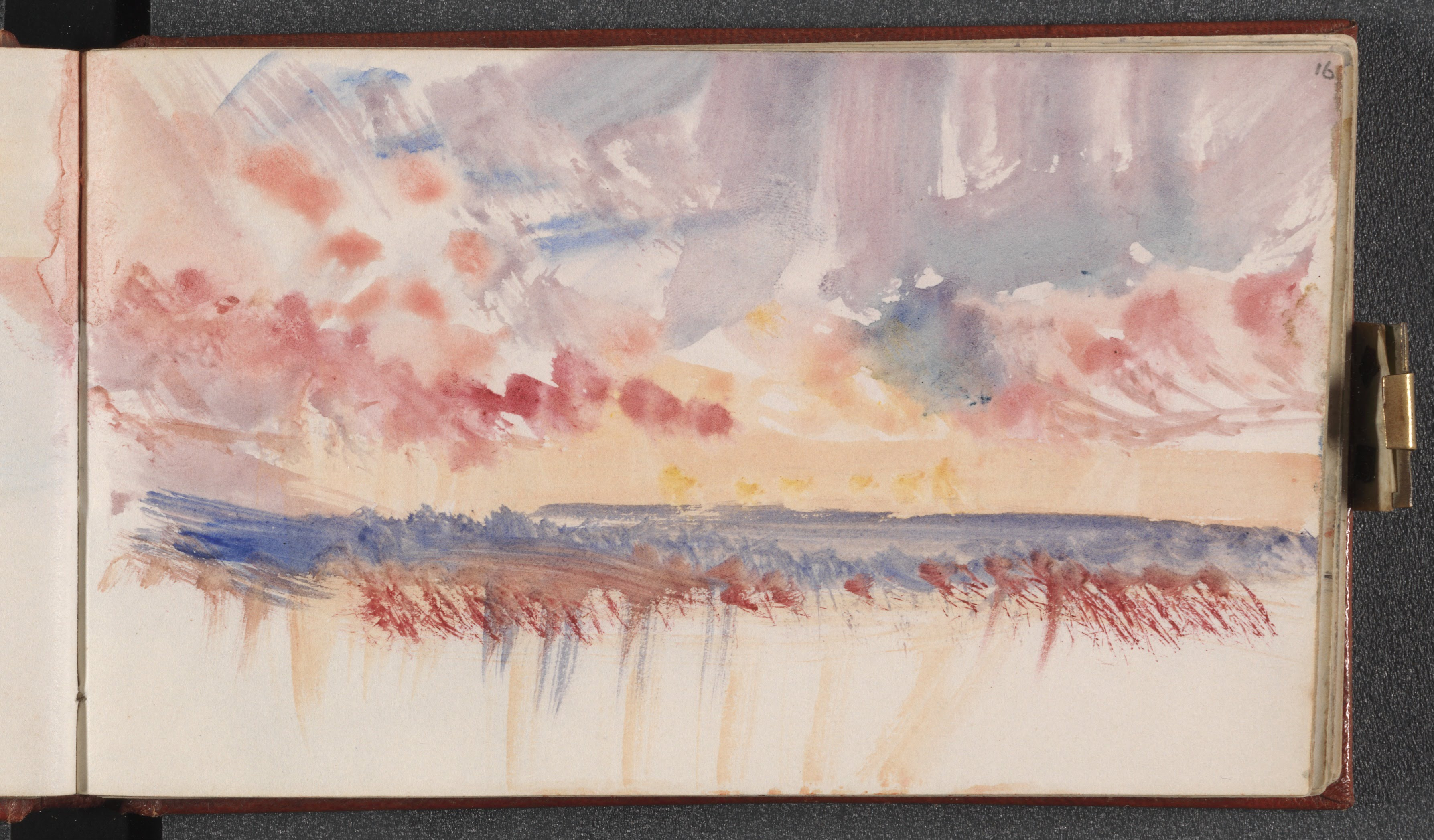
Boceto de Turner

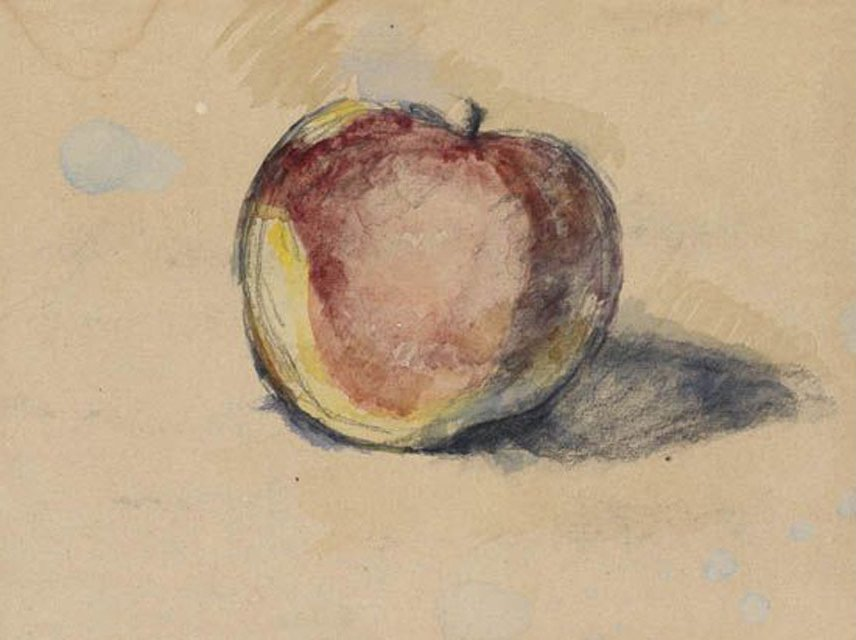
Estudio de una manzana de Cézanne

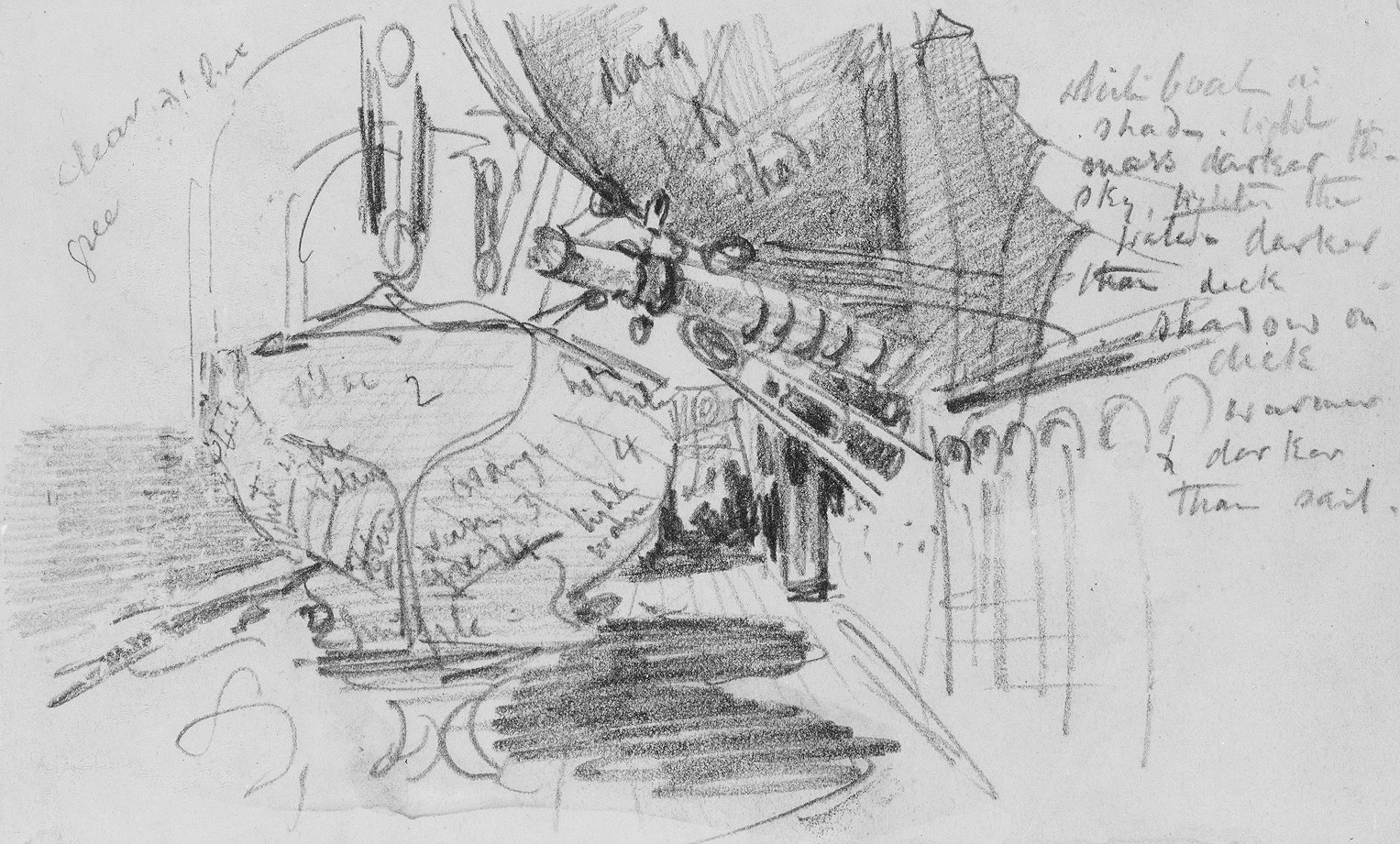
Boceto de John Singer Sargent

- J M W Turner (inglés 1775-1851) produjo 300 libros de bocetos y alrededor de 30.000 bocetos y acuarelas de sus viajes. Cinco años después de su muerte, la mayoría de sus obras de arte pertenecieron a su nación y a su casa Tate Britain.
  - Turner sketchbooks, Turner Bequest, Tate Britain Este enlace provee acceso a todos sus 300 libros de bocetos.
- John Constable (inglés 1776–1837) creía en la importancia del trabajo de la vida y basado en sus pinturas en sus bocetos y dibujos de paisajes. Algunos de sus bocetos fueron hechos de aceite mientras que otros se encontraban en libros pequeños de bocetos. Este es un ejemplo libro de bocetos en el Victoria y Albert Museum
- Conrad Martens (inglés 1801–1878) acompañó a Darwin en la expedición Beagle como artista de expedición y produjo tres detallados libros de bocetos. Esta es  the itinerary of the expedition y esta es the story of his sketchbooks from the Beagle expedition los cuales están en la Cambridge University Library. lista categorizada de imágenes de bocetos. Muchos de sus libros de bocetos están creados con grafito.
- Paul Cézanne (francés 1839-1906) trabajó durante su vida y observó el detalle de la forma en sus dibujos y bocetos como también en sus pinturas. Dover Publications ha reproducido one of Cézanne's sketchbooks
- Vincent van Gogh (neerlandés  1853–1890) creó preliminarmente dibujos (bocetos) para desarrollar sus pinturas. Algunos los dibujaba con una pluma de caña y tinta. Los estudiantes podrían estar interesados en el gran rango de herramientas que utilizó para crear sus obras de arte.
  - Examples from the 2005 exhibition of Van Gogh Drawings at the Metropolitan Museum, New York
- John Singer Sargent (1856–1925) Sargent at Harvard — the Harvard University Art Museums' collection of sketchbooks
- Varios artistas americanos: Sketchbooks in the Archives of American Art — La elección de los curadores de los 17 libros de bocetosdemuestra el amplio rango de materiales disponibles para la búsqueda de los Archivos Americanos de Arte de cuadernos académicos con estudios anatómicos para ilustrar los diarios en un rango de fechas de 1840s a 1970.
- Henry Moore (inglés 1898–1986): dibujos tempranos (1916-1939) de ideas / para esculturas
- David Hockney (contemporáneo) produjo un DVD de quince libros de bocetos (de 25) producidos durante el periodo de 18 meses en el 2002 y 2003 (copyright/published by David Hockney/Gregory Evans Inc.). Los bocetos muestran su casa, su estudio, sus viajes, paisajes, su vida, cuartos de hotel, amigos y familiares.